# ألفرد هامبسون
ألفرد هامبسون (بالإنجليزية: Alfred Hampson)‏ هو سياسي أسترالي، ولد في 15 سبتمبر 1864 في أستراليا، وتوفي في 19 مايو 1924 في أستراليا. حزبياً، نشط في حزب العمال الأسترالي. وقد انتخب عضو مجلس النواب الأسترالي عن دائرة بنديجو ‏ (6 فبراير 1915 – 5 مايو 1917) وانتخب عضو الجمعية التشريعية فيكتوريا عن دائرة Electoral district of Bendigo East ‏ (16 يونيو 1911 – 6 يناير 1915).